# Mîkulîciîn, Iaremce
Mîkulîciîn (în ucraineană Микуличин) este o comună în orașul regional Iaremcea, regiunea Ivano-Frankivsk, Ucraina, formată numai din satul de reședință.

## Demografie
Componența lingvistică a comunei Mîkulîciîn
     Ucraineană (99,64%)
     Alte limbi (0,34%)
Conform recensământului din 2001, majoritatea populației comunei Mîkulîciîn era vorbitoare de ucraineană (99,64%), existând în minoritate și vorbitori de alte limbi.